# Anhalt-Köthen
Księstwo Anhaltu-Köthen (niem. Fürstentum Anhalt-Köthen, od 1806 Herzogtum Anhalt-Köthen) - księstwo Świętego Cesarstwa Rzymskiego powstałe w wyniku podziału ziem księstwa dynastii askańskiej. Stolicą księstwa było miasto Köthen. W latach 1806–1813 kraj Związku Reńskiego. W latach 1815–1853 państwo Związku Niemieckiego.

## Historia
Pierwszy raz księstwo powstało w 1396 roku, kiedy księstwo Anhalt-Zerbst rozdzielono pomiędzy Anhalt-Dessau i Anhalt-Köthen. Księstwo przestało istnieć jednak już w 1552, kiedy zostało odziedziczone przez książąt Anhaltu-Dessau.
Druga kreacja księstwa miała miejsce w roku 1603 w wyniku kolejnego podziału księstwa Anhaltu-Zerbst. 
W 1806 Anhalt-Köthen zostało podniesione do rangi księstwa udzielnego (Herzogtum). Wraz ze śmiercią księcia Henryka w dniu 23 listopada 1847 roku, wygasła linia Anhalt-Köthen i jej terytoria zostały zjednoczone z Anhalt-Dessau na mocy patentu z dnia 22 maja 1853 roku.
Przedstawiciele rodu rządzącego księstwem Anhaltu-Köthen, książęta Anhaltu-Köthen-Pless (potomkowie młodszego syna władcy Anhaltu-Köthen Augusta Ludwika) byli w latach 1765–1847, właścicielami dóbr na Śląsku (m. in Zamku w Pszczynie).

## Władcy Anhaltu-Köthen

### Książęta (Fürsten) (1396-1562)
- Albert IV 1396-1423
- Waldemar V 1423-1436 (koregent)
- Adolf I 1423-1473
- Albert VI 1473-1475 (koregent)
- Magnus 1475-1508 (koregent) (zm. 1524)
- Adolf II 1475-1508 (koregent) (zm. 1526)
- Filip 1475-1500 (koregent)
- Waldemar VI 1471-1508 (Anhalt-Dessau)
- Wolfgang 1508-1562 (zm. 1566)

Zjednoczenie z Anhaltem-Dessau - 1562

### Książęta (Fürsten) (1603-1806)
- Ludwig 1603–1650
- Wilhelm Ludwik 1650–1665
  - August Anhalt-Plötzkau - regent 1650–1653
  - Lebrecht i Emmanuel Anhalt-Plötzkau - regencja 1653–1659
- Lebrecht 1665–1669
- Emmanuel 1665–1670 (koregent)
- Anna Eleonora von Stolberg-Wernigerode - regentka 1670–1690
- Emmanuel Lebrecht 1671–1704
- Gizela Agnieszka von Rath - regentka 1704–1715
- Leopold 1704–1728
- August Ludwik 1728–1755
- Karol Jerzy Lebrecht 1755–1789
- August Chrystian Fryderyk 1789–1806

Podniesienie rangi książęcej do Herzog – 1806

### Książęta (Herzöge) (1806-1847)
- August Chrystian Fryderyk 1806–1812
  - Leopold III Anhalt-Dessau - regent 1812-1817
  - Leopold IV Anhalt-Dessau - regent 1817-1818
- Ludwig August 1812–1818
- Fryderyk Ferdynand 1818–1830
- Henryk 1830–1847

Zjednoczenie z Anhaltem-Dessau - 1847